# جوديث غوتيريز
جوديث غوتيريز (بالإسبانية: Judith Gutiérrez)‏ هي رسامة مكسيكية، ولدت في 1927، وتوفيت في 2003 في غوادالاخارا في المكسيك.